# Rock in Rio (VHS)
Rock in Rio е двойно DVD (VHS) на метъл групата Айрън Мейдън. Първия диск е запис от концерта, а втория включва интервю с членовете на групата, кратко документално филмче за един ден от живота на групата и снимки направени от официалния фотограф на групата Рос Халфин. Първата седмица след излизането му се изкачва до първа позиция в американската Soundscan Music DVD калсация, а в Soundscan Music Video достига второ място. Това е последния концерт от турнето „Brave New World“. Достига първо място в класациите на Великобритания, Швеция и Финландия.

### Диск едно
1. „Intro: Arthur's Farewell“
2. „The Wicker Man“
3. „Ghost of the Navigator“
4. „Brave New World“
5. „Wrathchild“
6. „2 Minutes to Midnight“
7. „Blood Brothers“
8. „Sign of the Cross“
9. „The Mercenary“
10. „The Trooper“
11. „Dream of Mirrors“
12. „The Clansman“
13. „The Evil that Men Do“
14. „Fear of the Dark“
15. „Iron Maiden“
16. „The Number of the Beast“
17. „Hallowed Be Thy Name“
18. „Sanctuary“
19. „Run to the Hills“

### Диск Две
- Тайни интервюта с членовете на групата.
- „Един ден от живота на Айрън Мейдън“.
- 50 снимки от турнето на Айрън Мейдън в Южна Америка с коментар от официалния фотограф на групата – Рос Халфин.

## Състав
- Брус Дикинсън – вокал
- Дейв Мъри – китара
- Ейдриън СМит – китара
- Яник Герс – китара
- Стив Харис – бас
- Нико Макбрейн – барабани

## Продажби
Два пъти платинен в Канада; платинен в САЩ; златен в Австралия и Полша.